# Juno (álbum)
Juno é o álbum de estúdio de estreia da cantora e compositora americana Remi Wolf, lançado no dia 15 de outubro de 2021 pela gravadora Island Records.  Remi já havia lançado dois EPs, "You're a Dog!", "I'm Allergic to Dogs!" e um EP de remixes chamado "We Love Dogs!"

## Recepção e crítica
Juno recebeu aclamadas críticas por críticos musicais. No Metacritic, que possui uma posição máxima de 100 pontos em críticas, o álbum alcançou a posição 85/100 baseado em 12 críticas realizadas. 

## Lista de Faixas
| Juno track listing |                      |         |  |
| N.º                | Título               | Duração |  |
| 1.                 | "Liquor Store"       | 2:53    |  |
| 2.                 | "Anthony Kiedis"     | 2:52    |  |
| 3.                 | "Wyd"                | 3:20    |  |
| 4.                 | "Guerrilla"          | 2:45    |  |
| 5.                 | "Quiet On Set"       | 3:16    |  |
| 6.                 | "Volkiano"           | 3:36    |  |
| 7.                 | "Front Tooth"        | 2:46    |  |
| 8.                 | "Grumpy Old Man"     | 3:32    |  |
| 9.                 | "Buttermilk"         | 2:18    |  |
| 10.                | "Sally"              | 2:44    |  |
| 11.                | "Sexy Villain"       | 3:09    |  |
| 12.                | "Buzz Me In"         | 247     |  |
| 13.                | "Street You Live On" | 2:56    |  |
| Duração total:     | Duração total:       | 39:52   |  |

| Juno (Deluxe) track listing |                             |         |  |
| N.º                         | Título                      | Duração |  |
| 1.                          | "Fired"                     | 3:18    |  |
| 2.                          | "Cake"                      | 2:48    |  |
| 3.                          | "Liz"                       | 2:56    |  |
| 4.                          | "Michael"                   | 2:46    |  |
| 5.                          | "Sugar"                     | 3:17    |  |
| 6.                          | "Liquor Store"              | 2:53    |  |
| 7.                          | "Anthony Kiedis"            | 2:52    |  |
| 8.                          | "Wyd"                       | 3:20    |  |
| 9.                          | "Guerrilla"                 | 2:45    |  |
| 10.                         | "Quiet On Set"              | 3:16    |  |
| 11.                         | "Volkiano"                  | 3:36    |  |
| 12.                         | "Front Tooth"               | 2:46    |  |
| 13.                         | "Grumpy Old Man"            | 3:32    |  |
| 14.                         | "Buttermilk"                | 2:18    |  |
| 15.                         | "Sally"                     | 2:44    |  |
| 16.                         | "Sexy Villain"              | 3:09    |  |
| 17.                         | "Buzz Me In"                | 2:47    |  |
| 18.                         | "Street You Live On"        | 3:34    |  |
| 19.                         | "Street You Live On (Live)" | 3:38    |  |
| Duração total:              | Duração total:              | 54:57   |  |